# Casae in Pamphylia
Casae in Pamphylia (łac. Diœcesis Casatanus in Pamphylia) – stolica historycznej diecezji w Cesarstwie Rzymskim (prowincja Pamfilia), współcześnie w Turcji. Pierwszym wzmiankowanym biskupem był Tuessianus (IV w.). Od 1933 jest na liście katolickich diecezji tytularnych, od 1997 nie posiada biskupa.

## Biskupi tytularni
| Lp. | Biskup               | Od                | Do               |
| --- | -------------------- | ----------------- | ---------------- |
| 1   | Mychajło Kołtun CSsR | 13 listopada 1996 | 7 listopada 1997 |